# Emisarul
"The Emissary" este al 20-lea episod din al doilea sezon al serialul științifico-fantastic „Star Trek: Generația următoare”. Scenariul este scris de Richard Manning și Hans Beimler după o povestire de Thomas H. Calder; regizor este Cliff Bole. A avut premiera la 26 iunie 1989 .

## Prezentare
Fosta iubită a lui Worf vine la bordul navei Enterprise pentru a oferi asistență în întâlnirea cu o navă dormitor klingoniană.

## Vezi și
- 1989 în științifico-fantastic